# Абвиль (округ)
Абвиль (фр. Abbeville) — округ (фр. Arrondissement) во Франции, один из округов в регионе О-де-Франс. Департамент округа — Сомма. Супрефектура — Абвиль.
Население округа на 2018 год составляло 124 338 человек. Плотность населения составляет 80 чел./км². Площадь округа составляет 1563,89 км².

## Состав
Кантоны округа Абвиль (с 1 января 2017 года):
- Абвиль-1
- Абвиль-2
- Гамаш
- Рю
- Фликскур (частично)
- Фривиль-Эскарботен

Кантоны округа Абвиль (c 22 марта 2015 года по 31 декабря 2016 года):
- Абвиль-1
- Абвиль-2
- Дуллан (частично)
- Гамаш (частично)
- Пуа-де-Пикарди (частично)
- Рю
- Фривиль-Эскарботен

Кантоны округа Абвиль (до 22 марта 2015 года):
- Абвиль-Нор
- Абвиль-Сюд
- Айи-ле-О-Клоше
- Алланкур
- Гамаш
- Креси-ан-Понтьё
- Муайенвиль
- Нувьон
- Ольт
- Рю
- Сен-Валери-сюр-Сомм
- Уазмон
- Фривиль-Эскарботен